# Tordyliopsis brunonis
Tordyliopsis brunonis là một loài thực vật có hoa trong họ Hoa tán. Loài này được DC. miêu tả khoa học đầu tiên năm 1830.